# Rândunică de la Marea Roșie
Rândunica de la Marea Roșie (Petrochelidon perdita) este o specie de pasăre din familia Hirundinidae. Este posibil să fie endemică în Sudan. Este cunoscută doar dintr-un singur exemplar, găsit în mai 1984 la farul Sanganeb, la nord-est de Port Sudan, Sudan. Numele său științific înseamnă rândunica pierdută și s-a sugerat că s-ar putea reproduce pe dealurile din jurul Mării Roșii din Sudan sau Etiopia.
Rândunele neidentificate au fost observate pe Lacul Langano (aproximativ 20 de păsări) și în Parcul Național Awash (3–8 păsări) din Riftul Africii de Est din Etiopia. Păsările din Lacul Langano aveau părțile superioare de culoare albastru-negru, cu o târtiță variind de la alb la roz pal la ruginiu, în timp ce rândunelele Awash sunt descrise ca având gâtul maroniu și părțile inferioare alb-maroniu. Variațiile nu sunt concludente pentru atribuirea specimenului original. Este plasată alternativ în genul Hirundo.